# Коритниця (Єнджейовський повіт)
Коритниця (пол. Korytnica) — село в Польщі, у гміні Собкув Єнджейовського повіту Свентокшиського воєводства.
Населення — 758 осіб (2011).
У 1975-1998 роках село належало до Келецького воєводства.

## Демографія
Демографічна структура на день 31 березня 2011 року:
|          | Загалом | Допрацездатний вік | Працездатний вік | Постпрацездатний вік |
| -------- | ------- | ------------------ | ---------------- | -------------------- |
| Чоловіки | 410     | 76                 | 287              | 47                   |
| Жінки    | 348     | 43                 | 203              | 102                  |
| Разом    | 758     | 119                | 490              | 149                  |